# 青化砭天主教堂
青化砭天主教堂原为天主教延安教区的一座教堂，位于中国陕西省延安市宝塔区青化砭镇小蒜沟村。
青化砭天主教堂建于1932年。1935年教堂关闭，改作他用。
2014年，青化砭天主教堂公布为第六批陕西省文物保护单位。